# نیکیتسا کوکروف
نیکیتسا کوکروف (کرواتی: Nikica Cukrov؛ زادهٔ ۶ مارس ۱۹۵۴) بازیکن سابق و مربی فوتبال اهل کرواسی است.
از باشگاه‌هایی که در آن بازی کرده‌است می‌توان به باشگاه فوتبال هایدوک اسپلیت و باشگاه فوتبال رییکا اشاره کرد.
وی همچنین در تیم ملی فوتبال یوگسلاوی بازی کرده‌است.
وی در مسابقات کشوری و بین‌المللی در مجموع برندهٔ ۱ مدال طلا شده‌است.